# Ben Silverstone
Benjamin Maurice Silverstone (nascido em 9 de abril de 1979) é um barrister e ex-ator inglês. Silverstone apareceu no longa-metragem da Paramount Classics de 1998, Get Real.

## Juventude e educação
Silverstone nasceu em Camden, Londres, filho de Beverly e Anthony Silverstone. Ele tem uma irmã e um irmão. Estudou inglês no Trinity College, Cambridge, e direito (LLM) na London School of Economics.

## Carreira de ator
Antes de Get Real, Silverstone apareceu na adaptação de Lolita de Adrian Lyne em 1997 e The Browning Version de Mike Figgis em 1994. Get Real foi baseado na peça teatral de Patrick Wilde, What's Wrong with Angry?, e é uma história de amor entre dois estudantes britânicos. Silverstone foi capa da Gay Times em maio de 1999 para marcar o lançamento do filme.
O filme alcançou status de cult com muitos fãs, e até deu origem a dois encontros organizados por fãs nos locais de filmagem ao redor de Basingstoke. Os eventos em si atraíram a atenção da mídia televisiva, já que os fãs do filme viajaram vários milhares de quilômetros até o evento.
Imediatamente após o lançamento de Get Real, Silverstone foi para a Universidade de Cambridge. Enquanto estava lá, atuou em produções estudantis de King Lear, The Whiteheaded Boy, The Duchess of Malfi, The Resistible Rise of Arturo Ui, Near Miss e The Winter's Tale. Em seu primeiro mandato em Cambridge, Silverstone foi inicialmente escalado como Tenente Yolland na produção do ADC Theatre da peça "Translations" de Brian Friel: no entanto, ele recusou o papel e foi substituído por outro calouro de Cambridge, Tom Hiddleston. Seu envolvimento no teatro estudantil em Cambridge também coincidiu com o vencedor do Oscar Eddie Redmayne.
Desde 2001, Silverstone apareceu em várias produções teatrais, como The Tempest e My Boy Jack, e foi indicado ao The Times Theatre Award e ao Evening Standard Theatre Award por sua interpretação de Basil Anthony na produção do West End de Man and Boy.
Seu projeto de filme mais recente é Jump! (2007), no qual estrelou como um jovem fotógrafo judeu acusado do assassinato de seu pai, baseado na história da vida real de Philippe Halsman, ao lado de Patrick Swayze e Martine McCutcheon.

## Carreira jurídica
Silverstone deixou Cambridge em 2001 com um diploma de primeira classe. Ele foi chamado para a ordem dos advogados em 2009. A partir de dezembro de 2023, Silverstone trabalha na Matrix Chambers. Esse escritório o lista como especialista em mídia e informação, proteção de dados e direito público.

## Créditos selecionados

### Teatro
- The Age of Consent (Timmy), Edinburgh Fringe (2001)
- The Age of Consent (Timmy), Bush Theatre, Londres (2002)
- The Lady's Not For Burning (Richard), Chichester Festival Theatre (2002)
- The Tempest (Ariel), Turnê pelo Reino Unido (2002)
- Electra (Orestes), The Gate Theatre, Londres (2003)
- My Boy Jack (Jack Kipling), Turnê pelo Reino Unido (2004)
- Man and Boy (Basil Anthony), Turnê pelo Reino Unido (2004)
- Man and Boy (Basil Anthony), Duchess Theatre, Londres (2005)

### Cinema
- The Browning Version (Taplow), dir. Mike Figgis (1994)
- Lolita (Jovem Humbert), dir. Adrian Lyne (1997)
- Get Real (Steven Carter), dir. Simon Shore (1998)
- Jump! (Philippe Halsman), dir. Joshua Sinclair (2007)

### Televisão
- Shackleton (Jovem Candidato), Channel 4 (2001)
- Timewatch: Through Hell for Hitler (Henry Metalmann), BBC2 (2003)
- Doctors (Joe Nyland), BBC1 (2003)

### Rádio
- Phobos (Drew), BBC 7 (2007)